# Claude Demers
 (avril 2017).
Si vous disposez d'ouvrages ou d'articles de référence ou si vous connaissez des sites web de qualité traitant du thème abordé ici, merci de compléter l'article en donnant les références utiles à sa vérifiabilité et en les liant à la section « Notes et références ».
Pour les articles homonymes, voir Demers.
Claude Demers, né le 10 mars 1962 à Montréal, est un réalisateur, producteur et scénariste québécois.

## Biographie
Venu au cinéma de façon autodidacte, Claude Demers signe d'abord des courts métrages de fiction dont Le Bonheur, Le diable est une petite fille, Une nuit avec toi, L'été. En 2000, il produit, écrit et signe un premier long métrage de fiction L'invention de l’amour. Mettant en vedette David La Haye et Pascale Montpetit, le film est sélectionné en compétition officielle dans plusieurs festivals internationaux. Après cette incursion remarquée en fiction, le réalisateur se tourne vers le documentaire où il fait sa marque jusqu'à aujourd'hui. 
En 2006, il produit et réalise Barbiers – une histoire d’hommes, qui remporte le Prix Gémeaux du « Meilleur montage documentaire québécois », en plus d’avoir été finaliste dans la catégorie de la « Meilleure réalisation documentaire » par l’Académie canadienne du cinéma et de la télévision. 
En 2007, la Cinémathèque québécoise souligne la singularité du cinéaste en lui consacrant une rétrospective.
En 2009, Demers produit et signe Les Dames en bleu, qui séduit à la fois le public et la critique. Le film est sélectionné comme « Film d’ouverture au Festival du nouveau cinéma de Montréal » édition 2009. D'autres festivals internationaux suivent: Festival international du film de Sao Paulo au Brésil, Hot Docs Canadian International Documentary Festival à Toronto, Festival international du film de la Larochelle, Festival International du Film Francophone de Namur.
En 2011, Les dames en bleu remporte le Prix Gémeaux du « Meilleur scénario : documentaire », en plus d'être finaliste dans deux autres catégories : « Meilleur portrait documentaire » et « Meilleur son ». Les dames en bleu est aussi finaliste dans la catégorie « Meilleur long métrage documentaire canadien » au gala des Prix Génie 2010 de l’Académie canadienne du cinéma et de la télévision. En 2011, Demers participe au long métrage collectif À St-Henri, le 26 août sous la supervision de la réalisatrice Shannon Walsh. 
En 2014, il réalise le long métrage D'où je viens, une œuvre plus directement personnelle où il se penche sur les mystères des origines et des blessures de l'enfance. Produit par l'Office national du film du Canada, D'où je viens a été présenté en première mondiale au Festival international du film de Rotterdam. Ensuite en première nord-américaine au Hot Docs Canadian International Documentary Festival à Toronto. Puis en compétition officielle aux Rencontres internationales du documentaire de Montréal. D'où je viens est finaliste au Prix Écran pour « Meilleures images dans un long métrage documentaire » de l'Académie canadienne du cinéma et de la télévision, édition 2015. Claude Demers travaille sur différents projets de fiction et de documentaire.

## Filmographie
- 2000 : L’invention de l’amour (long métrage fiction)
- 2006 : Barbiers – Une histoire d’hommes (long métrage documentaire)
- 2009 : Les dames en bleu (long métrage documentaire)
- 2011 : À St-Henri, le 26 août (long métrage documentaire - collectif de 12 réalisateurs)
- 2014 : D'où je viens (long métrage essai documentaire)
- 2019 : Une femme, ma mère (long métrage documentaire)[1]
- Courts métrages fiction : L’Été, Une nuit avec toi, Le diable est une petite fille, Le Bonheur.

## Distinctions
- 2019 : Récipiendaire du GRAND PRIX de la Compétition nationale des longs métrages aux Rencontres internationales du documentaire de Montréal pour Une femme, ma mère.
- 2015 : Finaliste Prix Écran dans la catégorie « Meilleures images dans un long métrage documentaire »(D'où je viens)
- 2011 : Prix Gémeaux dans la catégorie « Meilleur scénario : documentaire »(Les dames en bleu)
- 2010 : Finaliste Prix Génie dans la catégorie « Meilleur long métrage documentaire canadien »(Les dames en bleu)
- 2007 : Prix Gémeaux dans la catégorie « Meilleur montage documentaire québécois »(Barbiers – une histoire d’hommes)
- 2007 : Finaliste Prix Gémeaux dans la catégorie Meilleure réalisation : documentaire, affaires publiques, biographie-émission (Barbiers – une histoire d’hommes)